# The Open Championship 1881
The Open Championship 1881 var en golfturnering afholdt i Prestwick Golf Club i Prestwick, Skotland den 14. oktober 1881 og arrangeret i fællesskab af Prestwick Golf Club, Royal and Ancient Golf Club of St Andrews og Honourable Company of Edinburgh Golfers. Turneringen var den 21. udgave af The Open Championship, og det var 15. gang at Prestwick Golf Club lagde græs til mesterskabet. 22 spillere, 18 professionelle og 4 amatører, deltog i turneringen, som blev afviklet som en slagspilsturnering over 36 huller.
Mesterskabet blev vundet af den forsvarende mester Bob Ferguson, som dermed vandt titlen for anden gang, med tre slags forspring til Jamie Anderson. Ferguson havde tidligere vundet turneringen i året før og vandt efterfølgende også titlen året efter.

## Resultater
| Plac. | Spillere            | Score (slag) | Score (slag) | Score (slag) | Score (slag) |
| Plac. | Spillere            | 1.runde      | 2.runde      | 3.runde      | Total        |
| ----- | ------------------- | ------------ | ------------ | ------------ | ------------ |
| 1.    | Bob Ferguson        | 53           | 60           | 57           | 170          |
| 2.    | Jamie Anderson      | 57           | 60           | 56           | 173          |
| 3.    | Ned Cosgrove        | 61           | 59           | 57           | 177          |
| 4.    | Bob Martin          | 57           | 62           | 59           | 178          |
| 5.    | Willie Campbell     | 60           | 56           | 65           | 181          |
| 5.    | Tom Morris, Sr.     | 58           | 65           | 58           | 181          |
| 5.    | Willie Park, Jr.    | 66           | 57           | 58           | 181          |
| 8.    | Willie Fernie       | 65           | 62           | 56           | 183          |
| ?.    | Robert Armit (a)    |              |              |              |              |
| ?.    | James Boyd          |              |              |              |              |
| ?.    | William Doleman (a) |              |              |              |              |
| ?.    | James Gow           |              |              |              |              |
| ?.    | James Hunter (a)    |              |              |              |              |
| ?.    | Andrew Monaghan     |              |              |              |              |
| ?.    | J.O.F. Morris       |              |              |              |              |
| ?.    | Jack Morris         |              |              |              |              |
| ?.    | Willie Park, Sr.    |              |              |              |              |
| ?.    | Frank Park          |              |              |              |              |
| ?.    | Mungo Park          |              |              |              |              |
| ?.    | Ben Sayers          |              |              |              |              |
| ?.    | George Strath       |              |              |              |              |
| ?.    | Percy Wilson (a)    |              |              |              |              |